# Pablo Pérez Rodríguez
Pablo Pérez Rodríguez (Gijón, 2 agosto 1993) è un calciatore spagnolo, centrocampista del Langreo.